# Lin Huiyin

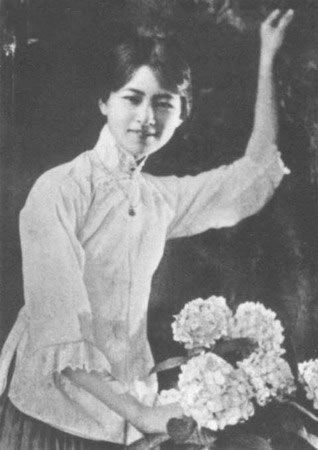
Lin Huiyin

Lin Huiyin (chinesisch 林徽因, pinyin: Lín Huīyīn，früher bekannt als 林徽音, * 10. Juni 1904 in Hangzhou, Provinz Zhejiang; † 1. April 1955) Sie gilt als die erste weibliche Architektin im modernen China. Ihr Ehemann ist der berühmte „Vater der modernen chinesischen Architektur“ Liang Sicheng. Beide arbeiteten an der neu gegründeten Architekturabteilung der Dongbei University und später an der Qinghua University in Beijing. Liang und Lin begannen in der postimperialen republikanischen Ära Chinas mit Restaurierungsarbeiten an Kulturerbestätten Chinas. Die amerikanische Künstlerin Maya Lin (chinesisch 林璎, pinyin: Lín yīng) ist ihre Nichte.

## Biografie
Lin wurde in Hangzhou, Provinz Zhejiang  geboren, obwohl ihre Familie aus Minhou, Provinz Fujian stammte. Sie war die Tochter von 民Lin Changmin (chinesisch 林长民 pinyin: Lín Chángmín, 16. September 1876 – Minhou, Provinz Fujian, 24. Dezember 1925) und He,Xueyuan (chinesisch 何雪媛 pinyin: Hé Xuěyuán, 1882–1972).
In einer Zeit, in der Frauen nur begrenzten Zugang zu formaler Bildung hatten, konnte Lin eine formale Bildung erhalten, da sie Teil einer wohlhabenden Familie war. Aufgrund des Wohlstands ihrer Familie konnte sie mit ihrem Vater viel reisen. Ihre Abschlüsse erwarb sie sowohl in England als auch in den USA. Lin studierte zunächst in London, wo sie das St Mary’s College besuchte. In den frühen 1920er Jahren waren Lin Huiyins moderne Konzeptionen im Vergleich zu anderen Schriftstellern einzigartig und romantisch. Dort lernte sie den bekannten chinesischen Dichter Xu Zhimo kennen. Ihre Beziehung war ein sensationeller Teil von Lin Huiyins Leben und wird in romantischen Anekdoten erwähnt. Lins Werke genießen jedoch hohes Ansehen. Lin schrieb freie Verse, Romane und Prosa. Lins Gedichte erschienen in Publikationen wie der Beijing Morning Post, Crescent Monthly, Poetry and the Dipper und der Zeitung L'impartiale in Tianjin.
1924 schrieben sich Lin und Liang beide an der University of Pennsylvania ein, wo sie auch als Teilzeitassistentin in der Architekturabteilung arbeitete. Obwohl sie beide die Architekturschule besuchen wollten, wurde Lin nicht zugelassen, da sie eine Frau war. Daher schrieb sie sich an der School of Fine Arts ein. Später schrieb sie sich als Doktorandin in Bühnenbildprogrammen an der Yale University ein und verfolgte ihr langjähriges Interesse am Theater.
Im April 1924 besuchte der 64-jährige indische Dichter Tagore China, Lin Huiyin und Xu Zhimo arbeiteten gemeinsam an der Interpretationsarbeit für Tagore, bei der sich Lin Huiyin durch ihr fließendes Englisch auszeichnete und auch die Bewunderung des Tagores gewann.
Lin Huiyin starb am 1. April 1955 im Alter von 51 Jahren um 18.20 Uhr im Tongren Krankenhaus. Das Beerdigungskomitee bestand aus 13 Personen, darunter Zhang Xiruo, Zhou Peiyuan, Qian Duansheng, Qian Weichang und Jin Yuelin usw. Am 3. April fand im Xianliang-Tempel im Jingyu Hutong in Beijing eine Gedenkfeier für Lin Huiyin statt.

## Karriere
Nach seinem Abschluss an der University of Pennsylvania nahm Lin 1928 Liangs Heiratsantrag an. Nach ihrer Heirat reisten sie gemeinsam nach Europa, um über europäische Architekturen zu forschen. Im August desselben Jahres kehrten Lin und Liang nach China zurück, um an der Dongbei University zu lehren, wo sie die Fakultät für Architektur gründeten. In dieser Zeit war sie an architektonischen Entwürfen und Bauprojekten wie dem Schulgebäude der Jilin University, dem Schulgebäude der Jinzhou-Zweigstelle der Jiaotong University, dem Xiao He Garden, einem Vorstadtpark in Shenyang, und der Privatresidenz eines Kriegsherrn beteiligt und entwarf das Fuzhou East Street Literary Theater für ihren Onkel Lin, Tianmin.
Neben ihrer Tätigkeit als Architektin ist sie auch Architekturhistorikerin für traditionelle chinesische Architektur. Während ihrer Zeit in Dongbei studierte sie die Architektur der alten mandschurischen Hauptstadt in Shenyang.
•1930-1945: In diesen 15 Jahren untersuchten Lin und Liang rund 190 Landkreise und 2.738 antike Gebäude in China. Die meisten der antiken Architekturen erlangten durch ihre Besichtigung nationale und internationale Anerkennung und sind seitdem endgültig geschützt. Wie die Zhaozhou-Steinbrücke in Hebei, die Yingxian Holzpagode in Shaanxi und der Wutai Buddha Tempel.
•1931 wurde Lin vom China Construction Institute in Beiping (alter Name von Beijing) eingestellt. Im folgenden Jahr entwarf sie die Geologiehalle und das Studentenwohnheim Grey House für die Beiping University. In den folgenden Jahren reiste sie mehrmals in die Provinzen Jin (Shanxi), Ji (Hebei), Lu (Shandong), Yu (Henan) und Zhe (Zhejiang) und untersuchte und begutachtete Dutzende von alten Gebäuden vor Ort. Sie veröffentlichte Abhandlungen und Untersuchungsberichte über Architektur, wie z. B. „论中国建筑之几个特征｜On Several Characteristics of Chinese Architecture“, „平郊建筑杂录｜Miscellaneous Records of Pingjiao Architecture“, und „晋汾古建筑调查纪略A Brief Survey of Ancient Buildings in Jinfen“, entweder allein oder in Zusammenarbeit mit Liang, und hat auch die Einleitung zum Buch geschrieben „清式营造则例｜The Rules of Qing Style Construction“ signiert von Liang.
•Im Sommer 1937 entdeckte sie im Wutai-Gebirge in der Provinz Shanxi eine der ältesten Holzkonstruktionen Chinas - die Große Halle des Buddha-Lichttempels, erbaut in der Tang-Dynastie.
•Nach der Ankunft in Kunming im Januar 1938 war die erste durchgeführte Studie eine Bestandsaufnahme der antiken Architektur von Kunming. Während Liang lange Jahre ausging, um Nachforschungen anzustellen, blieb Lin zurück, um die täglichen Angelegenheiten des Xingguo Tempels zu leiten, verantwortlich für die Betreuung und den Unterricht der Kinder sowie für die Organisation einer großen Anzahl gezeichneter Zeichnungen und schriftlicher Materialien.
•Von Oktober bis November 1938 wurden in Kunming etwa 50 bedeutende antike Gebäude von Lin und Liang untersucht, wie der Yuantong-Tempel, der Tuzhu Tempel, die Jianshui Halle, die Ost Tempel Pagode, die West Tempe Pagode, die Große Halle des Zhenqing Tempels und die Jindian Halle.
•1940 zog sie mit Liangs Arbeitseinheit nach Li Zhuang, in der Nähe von Yibin, Provinz Sichuan, wo sie aufgrund ihres entwurzelten Lebens und der schwierigen materiellen Bedingungen an einem Wiederauftreten der Tuberkulose litt. Als sie schwerkrank im Bett lag, las sie noch immer die Ershisishi der Architektur durch und arbeitete hart daran, Informationen für ihr Buch „中国建筑史｜History of Chinese Architecture“ zu sammeln.
•Im August 1946 kehrte Lins Familie nach Beiping zurück. Liang wurde Leiter der Architekturabteilung der Qinghua University, und Lin lehrte auch als Gastprofessorin in Qinghua. Und sie wurde eingeladen, Fakultätsresidenzen für die Qinghua University zu entwerfen.
•Anfang 1949 der Überraschungsbesuch zweier Vertreter der chinesischen Volksbefreiungsarmee, die eine beschützende Haltung gegenüber wichtigen kulturellen Relikten und Denkmälern demonstrierten. Ihr Besuch zerstreute Lin und Liangs Zweifel an den Kommunisten und aufgrund der Bitte der PLA erstellten sie den Katalog des „全国文物古建筑目录｜Nationalen Katalogs kultureller Relikte und alter Gebäude“. Dieses Buch entwickelte sich später zum „全国文物保护目录｜Nationalen Katalog zum Schutz kultureller Relikte“ in der Volksrepublik China.
•1950 wurde Lin zur zweiten Sitzung des Nationalkomitees der Politischen Konsultativkonferenz des Chinesischen Volkes eingeladen und zum Mitglied und Ingenieur des Pekinger Stadtplanungskomitees ernannt, das die Idee des Baus eines „Stadtmauerparks“ vorschlug.
•Im Mai 1953 begann Peking mit dem Abriss von Pagoden, und der Massenabriss alter Gebäude breitete sich in der Stadt aus. Um die einzige intakte Pagodenstraße in der alten Hauptstadt der vier Dynastien vor der Zerstörung durch politische Faktoren zu bewahren, stritten Lin und Liang heftig mit Wu, Han, dem damaligen Vizebürgermeister von Peking. Anschließend verschlechterte sich Lins Zustand stark und sie weigerte sich schließlich, Medikamente einzunehmen, um ihr Leben zu retten.
•Im Oktober 1953 wurde Lin zum Ratsmitglied der Architectural Society gewählt und wurde Mitglied der Redaktion des „建筑学报｜Journal of Architecture“. Sie wurde eingeladen, am Zweiten Nationalen Kulturkongress teilzunehmen.